# Družina
Družina – wieś w Słowenii, w gminie Zagorje ob Savi. W 2018 roku liczyła 3 mieszkańców.